# 스튜어트 어윈

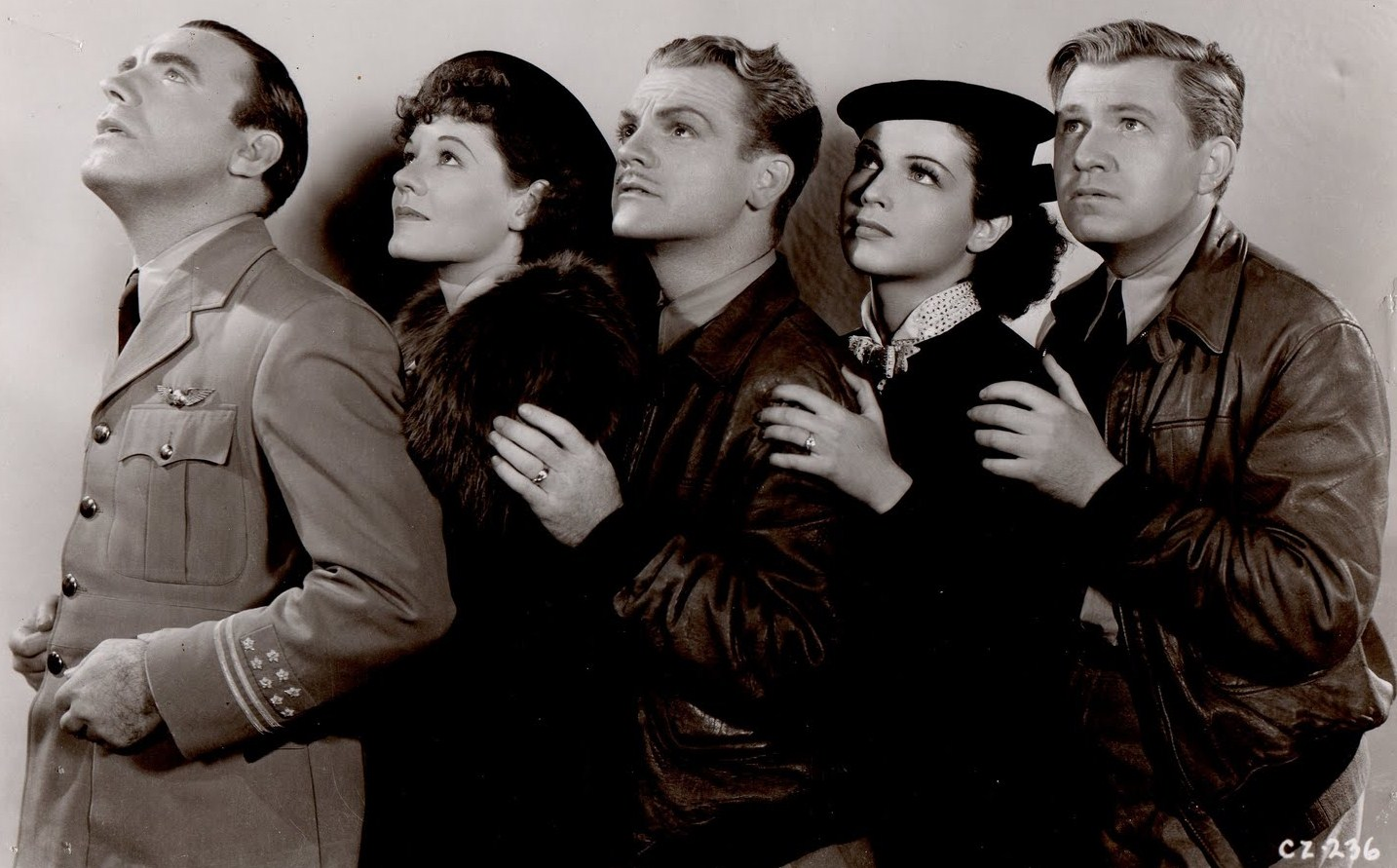

스튜어트 어윈(Stuart Erwin, 1903년 2월 14일 ~ 1967년 12월 21일)은 미국의 배우, 연극 배우, 텔레비전 배우, 영화배우이다.
베벌리힐스에서 사망하였다. 사인은 심근 경색이다.

## 영화
- 머린 존스의 불운 (1964년)
- 건망증 선생님 2 (1963년)
- 페리 메이슨 (1957년)
- 디즈니랜드 (1954년) - 루 로슨 역
- 달톤 4형제 (1940년) - 벤 달톤 역
- 우리 읍네 (1940년)
- 실링 제로 (1936년)
- 피그스킨 퍼레이드 (1936년)
- 어느 날 밤의 살인사건 (1935년)
- 체인드 (1934년)
- 비바 빌라! (1934년)
- 고잉 헐리우드 (1933년)
- 언더 더 톤토 림 (1933년)
- 홀드 유어 맨 (1933년)
- 빅 브로드캐스트 (1932년)
- 파라마운트 온 퍼레이드 (1930년)
- 여자 없는 남자 (1930년)
- 해피 데이즈 (1929년)